# Discografia dei Twisted Sister
La seguente è la discografia del gruppo musicale statunitense Twisted Sister.

## Album

### Album in studio
| Anno | Titolo | Classifiche | Classifiche | Classifiche | Classifiche | Classifiche | Classifiche | Classifiche | Classifiche | Certificazioni                                                                            |
| Anno | Titolo | US          | CAN         | GER         | NOR         | NZ          | SWE         | SWI         | UK          | Certificazioni                                                                            |
| ---- | --- | ----------- | ----------- | ----------- | ----------- | ----------- | ----------- | ----------- | ----------- | ----------------------------------------------------------------------------------------- |
| 1982 | Under the Blade - Pubblicazione: 18 settembre 1982 - Etichetta: Secret Records - Formati: LP, CD, MC             | 125         | 68          | –           | –           | 40          | –           | –           | 70          |                                                                                           |
| 1983 | You Can't Stop Rock 'n' Roll - Pubblicazione: 27 giugno 1983 - Etichetta: Atlantic Records - Formati: LP, CD, MC | 164         | –           | –           | –           | –           | –           | –           | 14          | - US: Oro                                                                                 |
| 1984 | Stay Hungry - Pubblicazione: 10 maggio 1984 - Etichetta: Atlantic Records - Formati: LP, CD, MC                  | 15          | 6           | 48          | 11          | 10          | 3           | –           | 34          | - US: 3× Platino - CAN: 5× Platino - AUS: Platino - MEX: Oro - NZ: Platino - SWE: Platino |
| 1985 | Come Out and Play - Pubblicazione: 9 novembre 1985 - Etichetta: Atlantic Records - Formati: LP, CD, MC           | 53          | 36          | –           | 11          | –           | 10          | –           | 95          | - US: Oro - FIN: Oro - SWE: Oro                                                           |
| 1987 | Love Is for Suckers - Pubblicazione: 13 agosto 1987 - Etichetta: Atlantic Records - Formati: LP, CD, MC          | 74          | 78          | 59          | 11          | –           | 43          | 17          | 57          |                                                                                           |
| 2004 | Still Hungry - Pubblicazione: 19 ottobre 2004 - Etichetta: Spitfire Records - Formati: CD, LP                    | –           | –           | –           | –           | –           | –           | –           | –           |                                                                                           |
| 2006 | A Twisted Christmas - Pubblicazione: 17 ottobre 2006 - Etichetta: Razor & Tie - Formati: CD                      | 147         | –           | –           | –           | –           | –           | –           | –           |                                                                                           |

### Raccolte
- 1992 – Big Hits and Nasty Cuts
- 1999 – We're Not Gonna Take It!
- 1999 – Club Daze Volume 1: The Studio Sessions, ripubblicato nel 2011
- 2002 – The Essentials
- 2003 – We're Not Gonna Take It and Other Hits
- 2005 – The Best of Twisted Sister

### Album dal vivo
- 1994 – Live at Hammersmith
- 2002 – Club Daze Volume II: Live in the Bars
- 2005 – Live at Wacken: The Reunion
- 2007 – A Twisted Christmas - Live
- 2008 – Live at the Astoria
- 2011 – Live at the Marquee
- 2016 – Rock 'n' Roll Saviors - The Early Years

## Extended play
- 1982 – Ruff Cuts

## Singoli
| Anno | Singolo                      | Classifiche | Classifiche | Classifiche | Classifiche | Classifiche | Classifiche | Classifiche | Classifiche | Classifiche | Certificazioni              | Album di provenienza         |
| Anno | Singolo                      | US          | US Rock     | AUS         | CAN         | IRL         | NOR         | NZ          | SWE         | UK          | Certificazioni              | Album di provenienza         |
| ---- | ---------------------------- | ----------- | ----------- | ----------- | ----------- | ----------- | ----------- | ----------- | ----------- | ----------- | --------------------------- | ---------------------------- |
| 1982 | Bad Boys (of Rock 'n' Roll)  | –           | –           | –           | –           | –           | –           | –           | –           | –           |                             | Under the Blade              |
| 1982 | Under the Blade              | –           | –           | –           | –           | –           | –           | –           | –           | –           |                             | Under the Blade              |
| 1983 | I Am (I'm Me)                | –           | –           | –           | –           | 25          | –           | –           | –           | 18          |                             | You Can't Stop Rock 'n' Roll |
| 1983 | The Kids Are Back            | –           | –           | –           | –           | 17          | –           | –           | –           | 32          |                             | You Can't Stop Rock 'n' Roll |
| 1983 | You Can't Stop Rock 'n' Roll | –           | –           | –           | –           | 25          | –           | –           | –           | 43          |                             | You Can't Stop Rock 'n' Roll |
| 1984 | We're Not Gonna Take It      | 21          | 7           | 6           | 5           | –           | –           | 2           | 10          | 58          | - US: Oro - CAN: 8× Platino | Stay Hungry                  |
| 1984 | I Wanna Rock                 | 68          | 35          | 43          | 44          | –           | 5           | 10          | –           | 93          | - CAN: 2× Platino           | Stay Hungry                  |
| 1985 | The Price                    | –           | 19          | –           | –           | –           | –           | –           | –           | –           |                             | Stay Hungry                  |
| 1985 | S.M.F.                       | –           | –           | –           | –           | –           | –           | –           | –           | –           |                             | Stay Hungry                  |
| 1985 | Leader of the Pack           | 53          | 32          | –           | 80          | –           | –           | 45          | –           | 47          |                             | Come Out and Play            |
| 1985 | Be Chrool to Your Scuel      | –           | –           | –           | –           | –           | –           | –           | –           | –           |                             | Come Out and Play            |
| 1986 | You Want What We Got         | –           | –           | –           | –           | –           | –           | –           | –           | –           |                             | Come Out and Play            |
| 1987 | Hot Love                     | –           | 31          | –           | –           | –           | –           | –           | –           | –           |                             | Love Is for Suckers          |
| 1987 | Tonight                      | –           | –           | –           | –           | –           | –           | –           | –           | –           |                             | Love Is for Suckers          |
| 2006 | Oh Come All Ye Faithful      | –           | –           | –           | –           | –           | –           | –           | –           | –           |                             | A Twisted Christmas          |
| 2006 | Silver Bells                 | –           | –           | –           | –           | –           | –           | –           | –           | –           |                             | A Twisted Christmas          |
| 2007 | I'll Be Home for Christmas   | –           | –           | –           | –           | –           | –           | –           | –           | –           |                             | A Twisted Christmas          |

## Videografia

### Album video
VHS
- 1984 – Stay Hungry Tour
- 1985 – Come Out and Play

DVD
- 2005 – Live at Wacken: The Reunion
- 2007 – The Video Years
- 2007 – A Twisted Christmas Live: A December To Remember
- 2008 – Live at the Astoria, registrato nel 2004
- 2011 – Double Live: Northstage '82 & Ny Steel '01
- 2015 – We Are Twisted F*cking Sister!

### Video musicali
| Anni | Titolo                       | Regista       |
| ---- | ---------------------------- | ------------- |
| 1982 | Bad Boys (of Rock 'n' Roll)  |               |
| 1982 | Under the Blade              |               |
| 1983 | I Am (I'm Me)                |               |
| 1983 | The Kids Are Back            |               |
| 1983 | You Can't Stop Rock 'n' Roll | Arthur Ellis  |
| 1984 | We're Not Gonna Take It      | Marty Callner |
| 1984 | I Wanna Rock                 | Marty Callner |
| 1985 | The Price                    | Marty Callner |
| 1985 | S.M.F.                       |               |
| 1985 | Leader of the Pack           | Marty Callner |
| 1985 | Be Chrool to Your Scuel      | Marty Callner |
| 1986 | You Want What We Got         |               |
| 1987 | Hot Love                     |               |
| 1987 | Tonight                      |               |
| 2006 | Oh Come All Ye Faithful      |               |
| 2006 | Silver Bells                 |               |
| 2007 | I'll Be Home For Christmas   |               |
| 2010 | 30                           |               |